# La Ferté-Saint-Aubin
La Ferté-Saint-Aubin is een gemeente in het Franse departement Loiret (regio Centre-Val de Loire). De plaats maakt deel uit van het arrondissement Orléans. La Ferté-Saint-Aubin telde op 1 januari 2022 7.317 inwoners.
De plaats ligt in de landstreek Sologne.

## Geografie
De oppervlakte van La Ferté-Saint-Aubin bedroeg op 1 januari 2022 86,12 vierkante kilometer; de bevolkingsdichtheid was toen 85 inwoners per km².

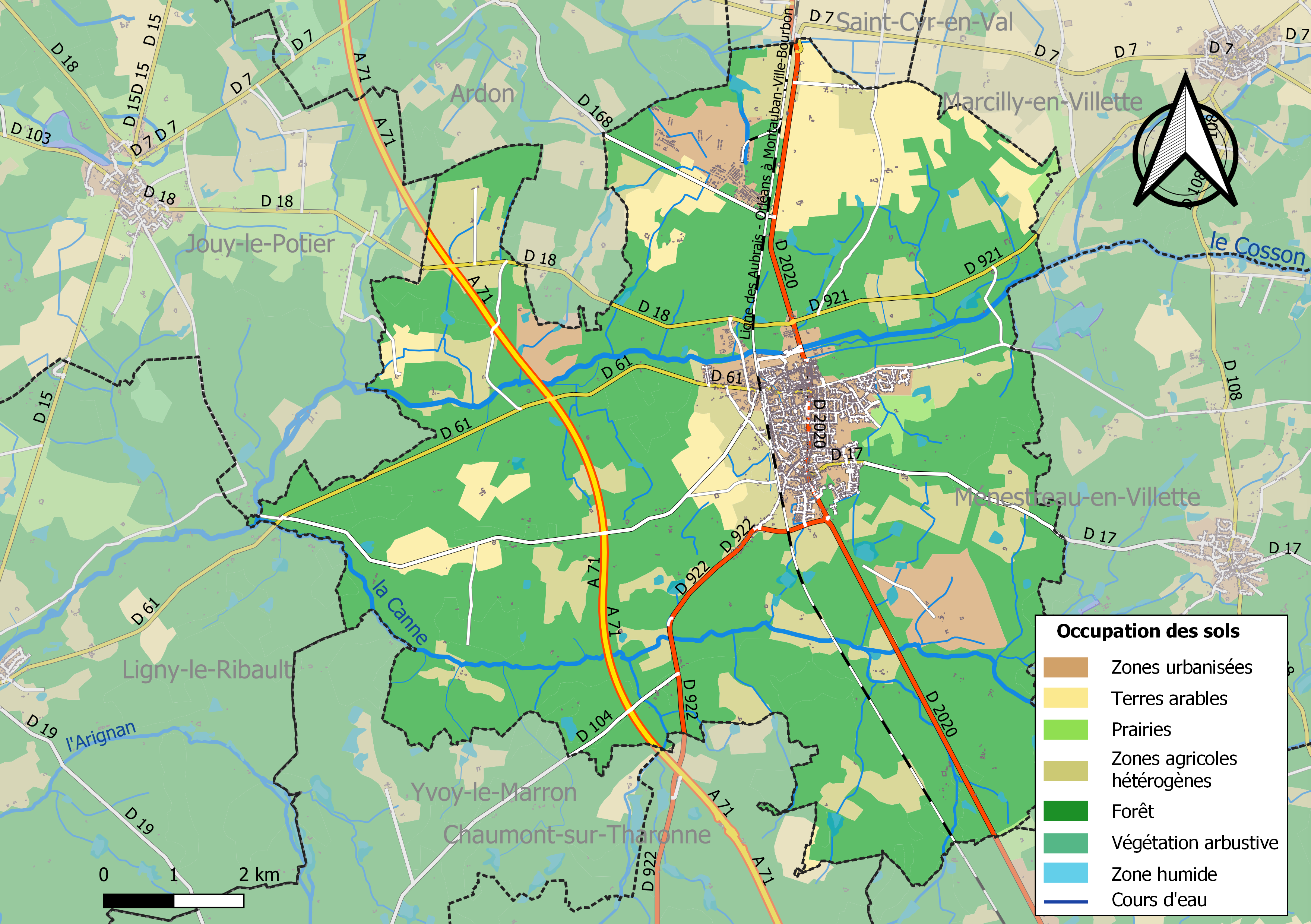
Kaart van de gemeente met de belangrijkste infrastructuur, bodemgebruik en omliggende gemeenten

## Bezienswaardigheden
Kasteel van La Ferté-Saint-Aubin met museumstationnetje van de Oriënt-Express (rijtuigen en locomotief).
Het kasteel vormt het decor voor meerdere evenementen:
- De Plantenfeesten, tijdens het eerste weekend van mei;
- De Nocturnes, alle donderdagen en vrijdagen van juli en augustus;
- Een brocante in september;
- De Open Monumentendagen eind september;
- Kerstmis op het Kasteel, de eerste drie weekends van december.

## Verkeer en vervoer
In de gemeente ligt spoorwegstation La Ferté-Saint-Aubin.

## Demografie
Onderstaande figuur toont het verloop van het inwonertal (bron: INSEE-tellingen).